# Farewell
Farewell (рус. Прощание) — десятый полноформатный студийный альбом голландской группы Clan of Xymox, выпущенный в 2003 году лейблом Pandaimonium Records. Выходу альбома предшествовал релиз сингла «There’s No Tomorrow» (рус. Завтрашнего дня нет).

## Об альбоме
Запись альбома проходила в собственной студии Ронни Моорингса Torture Chamber, расположенной в Амстердаме. Мастеринг осуществлялся на студии Voodoogarden.
По словам Ронни Морингса, название альбома отражает эмоциональную силу, чувство потери и одновременно источник вдохновения. В то же время оно имеет оттенок цинизма и сарказма: при записи альбома Морингс много размышлял и спорил с различными музыкантами о механизме музыкальной индустрии, устроенной так, что от большинства групп, не способных продавать свою музыку большими тиражами, отказываются лейблы, и эти коллективы прекращают существование.
По мнению критика и биографа группы Майкла Саттона, альбом является отчасти концептуальным: на нём собраны своего рода «прощания» с бывшими друзьями и возлюбленными.

## Стиль и отзывы критиков
Один из авторитетнейших критиков в области готической музыки Мик Мёрсер очень высоко оценил альбом, назвав его «классным от макушки до хвоста». По мнению Мёрсера, песни с Farewell «величественны, но при этом не помпезны», а альбом очень целостен и притом оригинально звучит. Он, однако, оговорился, что вокал Ронни Морингса немного напоминает манеру пения Эндрю Элдрича и порой незаслуженно отодвинут на задний план.
Рик Андерсон в своей рецензии охарактеризовал альбом как сочетание «низких голосов, минорных аккордов и ритмов, которые приближаются к индустриальной музыке, не сливаясь с нею».
Рецензент из российского журнала Dark City высказал мнение, поставив наивысшую оценку, что музыка альбома является развитием идей предыдущего диска группы, Notes From the Underground. Кроме того, в целом музыкальный материал разнообразен и нескучен, а композиции, имеющие электронно-танцевальную направленность, стали ещё хитовее. Готик-роковые же композиции могут претендовать на звание классики жанра.

## Список композиций
Тексты и музыка: Ронни Морингс.
1. «Farewell» — 5:23
2. «Cold Damp Day» — 6:04
3. «There’s No Tomorrow» — 7:10
4. «Dark Mood» — 6:20
5. «One More Time» — 6:10
6. «Into Extremes» — 5:48
7. «It’s Not Enough» — 6:51
8. «Courageous» — 5:15
9. «Losing My Head» — 5:10
10. «Skindeep» — 4:59

## Участники записи
- Ронни Морингс — вокал, гитара, клавишные, программирование
- Мойка Зугна — бас-гитара, бэк-вокал
- Дениз Дейкстра — клавишные